# Geotrupes kashmirensis
Geotrupes kashmirensis is een keversoort uit de familie mesttorren (Geotrupidae). De wetenschappelijke naam van de soort werd in 1878 gepubliceerd door David Sharp.